# Pirata felix
Pirata felix (O. Pickard-Cambridge, 1898) è un ragno appartenente alla famiglia Lycosidae.

## Etimologia
Il nome deriva dal sostantivo latino felix, -icis, cioè felice, sereno: non ne è esplicitato il motivo.

## Caratteristiche
L'olotipo femminile rinvenuto ha il cefalotorace lungo 1,70mm, e largo 1,20mm.

## Distribuzione
La specie è stata reperita in Messico, nei seguenti stati:
1. Veracruz.
2. San Luis Potosí.
3. Tamaulipas: San Fernando e Villa Juárez.

## Tassonomia
La specie appartiene al felix group nell'ambito del genere Pirata insieme con P. suwaneus, P. browni, P. veracruzae e P. turrialbicus.
Al 2017 non sono note sottospecie e dal 1978 non sono stati esaminati nuovi esemplari.